# Daniel Negreanu
Daniel "Kid Poker" Negreanu, född 26 juli 1974 i Toronto i Kanada, är en professionell pokerspelare.

## Uppväxt och familj
Daniel Negreanus föräldrar, Constantin och Annie Negreanu, flyttade till Kanada från Rumänien 1967. Strax före examen från high school hoppade han av, började livet som pokerspelare och letade efter illegala spel i staden. Efter att vid 21 års ålder ha lyckats bygga upp sin bankroll flyttade Negreanu till Las Vegas för att fullfölja sin dröm om att bli pokerproffs. I Las Vegas började han snabbt bygga ett rykte som en skicklig spelare och fick smeknamnet "Grävlingen" efter att han skrikit "The Badger is on fire" efter att ha vunnit en turnering.

## Pokerkarriär
Fram till 2004 var Daniel Negreanu den yngsta spelaren någonsin att ha vunnit en VM-tävling. Endast 23 år gammal vann han sin första WSOP-turnering, "$2 000 Pot Limit Hold'em event". Sedan dess har han vunnit många fler turneringar och tjänat ihop nästan 275 miljoner SEK. Hans sammanlagda turneringsvinster uppgår (i december 2018) till 38,8 miljoner USD. Med det är han nummer två på "All Time Moneylist", dvs den spelare som vunnit näst mest i turneringsspel i världen, bakom Justin Bonomo.
År 2004 utsågs han till årets spelare av både World Series of Poker och Card Player Magazine. 
Negreanu har sammanlagt vunnit sex armband i WSOP.

## Turneringsvinster
| Event                                                 | Förklaring                | Placering | Pris (USD)  |
| ----------------------------------------------------- | ------------------------- | --------- | ----------- |
| 2024 WSOP Poker Players Championship                  | $50,000 PPC               | 1/89      | $1,178,703  |
| 2006 Doyle Brunson North American Poker Championship  | $ 15 000 No Limit Hold'em | 3/583     | $ 592 000   |
| 2006 World Series of Poker Tournament of Champions    | Freeroll No Limit Hold'em | 2/27      | $ 325 000   |
| 2006 National Heads-Up Poker Championship             | $ 23 438 No Limit Hold'em | 5/64      | $ 75 000    |
| 2006 Jack Binion WSOP Tournament Circuit-Grand Tunica | $ 10 000 No Limit Hold'em | 1/241     | $ 755 525   |
| 2005 L.A. Poker Classic                               | $ 2 778 No Limit Hold'em  | 3/180     | $ 60 000    |
| 2005 The Sixth Annual Jack Binion World Poker Open    | $ 10 000 No Limit Hold'em | 3/512     | $ 384 322   |
| 2004 The Five Diamond World Poker Classic II          | $ 15 000 No Limit Hold'em | 1/376     | $ 1 770 218 |
| 2004 Borgata Poker Open                               | $ 10 000 No Limit Hold'em | 1/302     | $ 1 117 400 |
| 2004 Championship Poker at the Plaza                  | $ 10 000 No Limit Hold'em | 1/68      | $ 310 000   |
| 2004 World Series of Poker                            | $ 2 000 Limit Hold'em     | 1/287     | $ 169 100   |
| 2004 World Series of Poker                            | $ 1 000 No Limit Hold'em  | 3/538     | $ 100 940   |
| 2004 Party Poker Million III                          | $ 7 000 No Limit Hold'em  | 2/546     | $ 675 178   |
| 2004 PokerStars Caribbean Adventure                   | $ 7 500 No Limit Hold'em  | 3/221     | $ 192 270   |
| 2003 Showdown at the Sands                            | $ 10 000 No Limit Hold'em | 6/197     | $ 67 900    |
| 2003 World Series of Poker                            | $ 3 000 No Limit Hold'em  | 2/398     | $ 210 980   |
| 2003 World Series of Poker                            | $ 2 000 S.H.O.E.          | 1/135     | $ 100 440   |
| 2002 World Series of Poker                            | $ 5 000 Omaha Hi/Lo Split | 2/79      | $ 85 400    |
| 2002 L.A. Poker Classic                               | $ 300 Limit Hold'em       | 2/591     | $ 84 987    |
| 2002 L.A. Poker Classic                               | $ 500 Pot Limit Hold'em   | 1/227     | $ 113 500   |
| 2001 World Series of Poker                            | $ 10 000 No Limit Hold'em | 11/613    | $ 63 940    |
| 2001 1st Annual World Poker Challenge                 | No Limit Hold'em          | 3/171     | $ 82 935    |
| 1999 United States Poker Championship                 | No Limit Hold'em          | 1/70      | $ 210 000   |
| 1998 World Series of Poker                            | $ 2 000 Pot Limit Hold'em | 1/229     | $ 169 460   |
| 1997 World Poker Finals                               | $ 1 500 Limit Hold'em     | 1/64      | $ 96 000    |

## Summering av turneringsvinster per år
En summering av Negreanus historiska turneringsvinster per år ser ut så här:
| År    | Världen      | Europa      | Amerika      | Övriga världen | Oceanien    |
| Total | $ 30,686,159 | $ 4,670,106 | $ 22,396,143 | $ 867,448      | $ 2,752,462 |
| ----- | ------------ | ----------- | ------------ | -------------- | ----------- |
| 2015  | $ 852,832    | -           | $ 852,832    | -              | -           |
| 2014  | $ 10,284,118 | -           | $ 8,671,915  | -              | $ 1,612,203 |
| 2013  | $ 3,208,630  | $ 1,815,146 | $ 289,228    | -              | $ 1,104,256 |
| 2012  | $ 1,690,020  | $ 1,248,797 | $ 441,223    | -              | -           |
| 2011  | $ 1,534,367  | -           | $ 1,534,367  | -              | -           |
| 2010  | $ 683,825    | $ 338,979   | $ 308,843    | -              | $ 36,002    |
| 2009  | $ 1,224,895  | $ 817,035   | $ 407,860    | -              | -           |
| 2008  | $ 1,301,853  | $ 412,856   | $ 888,996    | -              | -           |
| 2007  | $ 858,979    | $ 5,464     | $ 853,515    | -              | -           |
| 2006  | $ 1,939,965  | -           | $ 1,939,965  | -              | -           |
| 2005  | $ 532,312    | -           | $ 532,312    | -              | -           |
| 2004  | $ 4,465,907  | -           | $ 3,598,459  | $ 867,448      | -           |
| 2003  | $ 532,939    | $ 30,828    | $ 502,111    | -              | -           |
| 2002  | $ 530,798    | -           | $ 530,798    | -              | -           |
| 2001  | $ 320,937    | $ 1,000     | $ 319,937    | -              | -           |
| 2000  | $ 10,075     | -           | $ 10,075     | -              | -           |
| 1999  | $ 359,047    | -           | $ 359,047    | -              | -           |
| 1998  | $ 279,066    | -           | $ 279,066    | -              | -           |
| 1997  | $ 75,594     | -           | $ 75,594     |                |             |

2014 var det år då Negreanu tjänade mest pengar på sitt turneringsspel. Hans  10 284 118 $ det året renderade honom en tredje plats i världen. Det svenska pokerproffset Martin Jacobson var strået vassare och hamnade tvåa med sina  10 786 227 $ varav 10 000 000 $ utgjorde första priset i WSOP Main Event.